# Російські закони про фейкові новини
Російські закони про фейкові новини — це група федеральних законів, які забороняють розповсюдження інформації, яку російські органи влади вважають «ненадійною», встановлюють покарання за таке поширення та дозволяють Федеральній службі з нагляду за зв’язком, інформаційними та інформаційними технологіями. ЗМІ заблокувати у позасудовому порядку доступ до інтернет-ЗМІ, які публікують таку інформацію. Найвідомішим із цих законів є Федеральний закон від 4 березня 2022 р. № 32-ФЗ, прийнятий під час російського вторгнення в Україну; прийняття цього закону спричинило масовий відхід іноземних ЗМІ з Росії та припинення діяльності незалежних російських ЗМІ.

## Закон про фейкові новини 2019 року
18 березня 2019 року Володимир Путін підписав закон №31-ФЗ, який дозволяє Роскомнадзору блокувати доступ до будь-яких інтернет-ЗМІ у разі розкриття «недостовірної інформації». Того ж дня Путін підписав закон №27-ФЗ, який встановлює адміністративні штрафи для фізичних та юридичних осіб за оприлюднення «недостовірної інформації».

## Закон про неповагу до влади 2019 року
18 березня 2019 року Володимир Путін підписав закон № 28-ФЗ, який карає «явну неповагу» в Інтернеті до держави, влади, громадськості, російського прапора чи конституції» штрафом або позбавленням волі на строк до 15 років. днів у разі повторних правопорушень, а закон №30-ФЗ також дозволяє Роскомнадзору вимагати видалення таких «нешанобливих заяв».

## Закон про фейкові новини про COVID-19 2020 року
1 квітня 2020 року Володимир Путін підписав закони № 99-ФЗ та № 100-ФЗ, що встановлюють адміністративне та кримінальне покарання за поширення недостовірної інформації про обставини, що загрожують життю та здоров’ю громадян, у тому числі епідемічні, природні та технічні. катастрофи, надзвичайні ситуації та заходи щодо забезпечення безпеки. Ці закони мали на меті зробити незаконними будь-які сумніви щодо природи COVID-19 та обґрунтованості заходів протидії епідемії.

## Закони 2022 року, що встановлюють військову цензуру та забороняють антивоєнні заяви та заклики до санкцій
4 березня 2022 року, на тлі російського вторгнення в Україну, що триває, Володимир Путін підписав закони № 31-ФЗ і № 32-ФЗ, які часто називають «фейковим законом».
Законопроєктом внесено зміни до Кримінального кодексу Російської Федерації, які доповнено статтею 207.3 «Публічне поширення завідомо неправдивої інформації про застосування Збройних Сил Російської Федерації». Запроваджено кримінальну відповідальність за поширення завідомо неправдивої інформації про дії Збройних сил РФ, максимальне покарання за статтею – 15 років позбавлення волі.
Глава 29 КК Росії також була доповнена статтями 280.3 і 284.2. Відповідно до статті 280.3 «дискредитація» Збройних Сил РФ та її діяльності, у тому числі заклики до недопущення використання Збройних Сил РФ в інтересах Російської Федерації, карається позбавленням волі на строк до 5 років. Стаття 284.2 встановлювала відповідальність за заклики громадянина Росії ввести санкції проти Росії, громадян Росії або російських юридичних осіб; такі заклики караються позбавленням волі на строк до 3 років. Ці ж дії внесені до нових статей 20.3.3 і 20.3.4 Кодексу РФ про адміністративні правопорушення . Перший заклик проти використання Збройних сил РФ або заклик до санкцій щодо Росії карається великим штрафом згідно з Кодексом про адміністративні правопорушення, другий заклик карається позбавленням волі відповідно до Кримінального кодексу.
25 березня 2022 року Володимир Путін підписав закони № 62-ФЗ і № 63-ФЗ, якими внесено зміни до статті 20.3.3 Кодексу РФ про адміністративні правопорушення і статті 280.3 Кримінального кодексу Росії. Ці поправки передбачали «дискредитацію» виконання повноважень не лише Збройними Силами РФ, а й будь-яким державним органом РФ (включаючи Національну гвардію, Федеральну службу безпеки, МНС, Генеральну прокуратуру, Слідчий комітет, Міністерство закордонних справ справи) за межами російської території.

### Вплив на медіа
Через цей законопроєкт багато російських ЗМІ були змушені припинити висвітлення російського вторгнення в Україну, зокрема Colta.ru, інтернет-журналу «Сноб», Znak.com, інтернет-журналу «Дзвін», «Новой газети». Дождь повідомив, що тимчасово припиняє діяльність у зв’язку з набуттям чинності вищезгаданим законом. Радіо Свобода повідомило, що припинить роботу в Росії через новий закон про фейки, але продовжить висвітлювати події в Україні за кордоном. Також на території Російської Федерації припинили роботу Bloomberg News, CNN, NBC, CBS, ABC, BBC News, RTVE, EFE, RAI, TG5, ANSA.

### Аналогічний білоруський закон
14 грудня 2021 року Олександр Лукашенко підписав закон №133-З, яким внесено зміни до статті 361 Кримінального кодексу Білорусі. Ці поправки криміналізували заклики до санкцій проти Білорусі, білоруських юридичних і фізичних осіб і встановлювали за такі заклики покарання у вигляді позбавлення волі на строк до 6 років. Заклики на адресу іноземних держав та розповсюдження таких закликів караються позбавленням волі на строк від 3 до 10 років. Ті самі розмови, вчинені з використанням засобів масової інформації чи Інтернету, караються на строк від 4 до 12 років. Цей законопроєкт був прийнятий у Білорусі на тлі політичної кризи, що триває в країні.